# Ludmilla Chiriaeff
Ludmilla Otzoup-Gorny Chiriaeff (in russo Людмила Александровна Оцуп?, Ljudmila Aleksandrovna Ocup; Riga, 10 gennaio 1924 – Montréal, 22 settembre 1996) è stata una ballerina e coreografa russa naturalizzata canadese, nonché insegnante e direttrice di compagnia.

## Biografia
Ljudmila Aleksandrovna Ocup nacque a Riga, figlia di Aleksandr Ocup (1882-1948), scrittore russo-ebraico noto con lo pseudonimo di Sergej Gornj, e di sua moglie Ekaterina Ocup (nata Abramova, 1886-1962) di origine polacca.
Si considerava russa di nascita, poiché i suoi genitori erano in Lettonia solo in quanto rifugiati dal conflitto in Russia. Crebbe a Berlino, dove studiò con Aleksandra Nikolaeva, ex ballerina del Balletto Bolshoi, con la figlia e il genero di Nikolaeva Xenia Krüger e Edouard Borovansky, e, successivamente, con Eugenie Eduardowa.
La sua carriera fu interrotta dalla seconda guerra mondiale, durante la quale fu rinchiusa in un campo di lavoro nazista per sospetta ascendenza ebraica. Riuscì a fuggire durante un bombardamento e, con l'assistenza della Croce Rossa, a raggiungere la Svizzera, dove poté riprendere la sua formazione di balletto e rilanciare la sua carriera professionale a Losanna e Ginevra.
Durante il soggiorno nella Svizzera francese sposò l'artista russo Alexis Shiriaev, il cui cognome si scriveva Chiriaeff, alla francese.
Dopo essere immigrata in Canada con la famiglia nel 1952, Chiriaeff si stabilì a Montréal, in Québec, aprì una scuola di ballo e presto iniziò a creare balli per la Société Radio-Canada, il servizio televisivo pubblico in lingua francese. Grazie al successo delle sue apparizioni televisive, fondò Les Ballets Chiriaeff, una piccola compagnia che crebbe in dimensioni e popolarità sino a trasformarsi, nel 1957, in Les Grands Ballets Canadiens.
Sotto la sua guida, condivisa con il coreografo Fernand Nault, la compagnia raggiunse la ribalta internazionale nel 1966-67, durante il festival universale di Expo 67 a Montéal e le successive tournée negli Stati Uniti e in Europa occidentale. Chiriaeff si ritirò dall'incarico di codirettrice artistico della compagnia nel 1974 e si dedicò alla direzione delle scuole associate alla compagnia.

## Coreografie
Chiriaeff creò più di trecento balletti per la televisione e il teatro. Nel 1952 coreografò Cendrillon (Cenerentola), un balletto in tre atti musicato da Mozart, per il nascente servizio televisivo in lingua francese della Canadian Broadcasting Corporation. Il successo di questo lavoro le permise di ottenere uno spazio di mezz'ora al mese per creare balletti per L'Heure du Concert e altri programmi di musica e danza trasmessi bilingue in tutto il Canada. Fra i lavori successivi per la televisione vi sono Jeu de Cartes (1954), musicato da Igor Stravinsky, Une Nuit sur le Mont Chauve, su musica di Modest Mussorgsky, e Carnaval des Animaux (1957), su musiche di Camille Saint-Saëns.
Dopo la formazione dei Grands Ballets Canadiens nel 1957, Chiriaeff creò molte opere per la sua giovane compagnia, tra cui Mémoires de Camille (1961), su musiche di Giuseppe Verdi, Quatrième Concert Royal (1961), su musiche di François Couperin e Fète Hongroise, su musiche di Johannes Brahms. Inoltre riprese alcuni dei suoi primi lavori, tra cui Cendrillon (1962) e Suite Canadienne (1961), su melodie popolari franco-canadesi arrangiate da Michel Perrault . Creato per una rappresentazione televisiva di gala durante il tour canadese della regina Elisabetta II nel1955, Suite Canadienne fu uno dei numerosi balletti di Chiriaeff che celebravano la cultura quebecchese. Divenne, per un certo periodo, un'opera simbolo per i Grands Ballets e si rivelò una delle sue creazioni più popolari.

## Visione e missione educativa
A seguito del contratto con la Canadian Broadcasting Corporation, Chiriaeff fondò Les Ballets Chiriaeff e una scuola associata nel 1952. Quando la compagnia fu rinominata Les Grands Ballets Canadiens nel 1957, la scuola si ampliò, offrendo istruzione sia ai dilettanti sia agli aspiranti professionisti. Nel 1966, su richiesta del Ministère des Affaires Culturelles du Québec, Madame Chiriaeff istituì la prima scuola di balletto completamente professionale della provincia, l'Académie des Grands Ballets Canadiens, che nel 1976 divenne l'École Supérieure de Danse des Grands Ballets Canadiens. Nel 1980 la scuola ottenne uno statuto indipendente e divenne l'École Supérieure de Danse du Québec. Ha continuato a operare con questo nome fino al 2010, quando è stata ribattezzata École Supérieure de Ballet du Québec. È l'unica istituzione in Nord America a fornire un programma di danza classica professionale insegnato interamente in lingua francese.
La formazione di ballerini e istruttori di danza era al centro della visione di Chiriaeff. Oltre a fondare le sue scuole, introdusse programmi intensivi di danza classica in tutti i livelli del sistema educativo provinciale, tra cui la scuola secondaria Pierre Laporte di Montréal (1975), il CÉGEP du Vieux Montréal (1979) e l'École Laurier per i bambini delle scuole elementari (1998). Grazie alla sua visione e missione educativa, è stata riconosciuta come "la mère de la danse au Québec" ("la madre della danza in Québec").

## Premi e riconoscimenti
Nel 1969 Chiriaeff venne nominata Ufficiale dell'Ordine del Canada e fu promossa Companion nel 1984. Nel 1978 fu proclamata Grande Montréalaise dalla città di Montreal e nel 1985 venne nominata Grand Officier dell'Ordre National du Québec. Nel 1993 ricevette la più alta onorificenza canadese nelle arti dello spettacolo, il Governor General's Performing Arts Award, oltre al Denise Pelletier Award for the Performing Arts e lauree honoris causa dalla McGill University, dall'Université de Montréal e dall'Université du Québec. Nel 2022 è stata dichiarata personaggio storico in Quebec.